# François Marie Joseph Caron

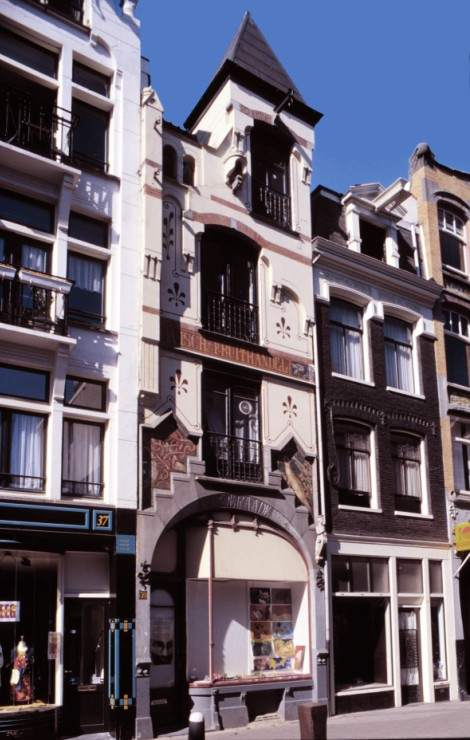
Haarlemmerdijk 39. Jugendstil-gevel van een in 1896 gebouwd winkelpand naar een ontwerp van F.M.J. Caron.

François Marie Joseph Caron (Amsterdam, 19 maart 1866 - Purmerend, 12 maart 1945) was een Nederlandse architect die bij leven landelijke bekendheid genoot. Hij ontwierp meerdere panden voor de warenhuisketen Vroom & Dreesmann; een hiervan geldt als het eerste warenhuis in Nederland.
Caron was de zoon van een kantoorbediende. Zijn eerste voltooide opdracht als architect was in 1890 het ontwerp van het pand Haarlemmerdijk 36 in Amsterdam, een in Hollandse neorenaissancistische stijl dat een vermelding kreeg in het Vademecum der Bouwvakken. Drie jaar later ontwierp hij in dezelfde stad het gebouw voor de St. Antonia Meisjesschool aan de Haarlemmerstraat. Een woonwinkelhuis aan de plaatselijke Leidsestraat 94 was zijn volgende ontwerp. De gevel bevatte onder meer Moorse elementen, alsook andere exotische en mindere exotische. Opvallend is een enkel asymmetrisch geplaatst, rond torentje aan de top van de gevel. Zijn meest kenmerkende ontwerp in jugendstil is een woonwinkelpand aan de Haarlemmerdijk 39, met ook hier weer een torentje. Ook Haarlemmerstraat 51 (1896) werd door hem ontworpen. Aan de aansluitende Haarlemmerdijk staan drie van zijn creaties op rij: Haarlemmerdijk 37, Haarlemmerdijk 39 en Haarlemmerdijk 43. Eén van zijn eerste ontwerpen staat op Haarlemmerstraat 132-136 te Amsterdam.
Voor Willem Vroom en Anton Dreesmann ontwierp hij hun eerste gezamenlijke winkel aan de Amsterdamse Weesperstraat. Een ontwerp voor een winkelpand met een verglaasde gevel over drie verdiepingen ontwierp hij aan de Damstraat aldaar. Voor Vroom & Dreesmann ontwierp hij verder warenhuizen aan de Kalverstraat, Vijzelgracht en buiten Amsterdam in Alkmaar, Breda (1921) en Deventer. Die in de Kalverstraat had de eerste lift van alle Vroom & Dreesmann-vestigingen en gaat door voor het eerste warenhuis in Nederland. In het dak had Caron een glazen koepel geplaatst, waardoor daglicht het binnenste van het warenhuis kon bereiken. Het warenhuis in Breda is in expressionistische stijl en had oorspronkelijk een houten torenspits.